# Anders Grenstad
Anders Lennart Grenstad, född 22 juli 1958 i Stockholm, är en svensk sjömilitär (konteramiral), som tillträdde som marininspektör den 1 juli 2005 och verkade i den funktionen fram till den 24 februari 2011.

## Biografi
Grenstad blev sjöofficer 1980 efter Kungliga Sjökrigsskolan i Näsbypark och långresa med HMS Älvsnabben. Under sin sjöofficerskarriär har han varit bland annat patrullbåtschef och flottiljchef för 3. Ytstridsflottiljen i Karlskrona. Han utsågs 1983 till kapten, 1988 till örlogskapten, 1998 till kommendörkapten, 2002 till kommendör, 2005 till flottiljamiral och sedan konteramiral. Från januari till och med april 2005 var han marinbaschef för Marinbasen i Karlskrona. Stabskursen på gamla Militärhögskolan fullgjorde han mellan 1994 och 1996.
Efter att Grenstad avgick som marininspektör den 24 februari 2011, tillträdde han den 1 april 2011 som chef för den svenska delegationen inom Neutrala nationernas övervakningskommission (NNSC) i den demilitariserade zonen mellan Nordkorea och Sydkorea, en tjänst han sedan hade till 2013. Från 2013 till 31 maj 2016 tjänstgjorde han som Försvarsmaktens ställföreträdande insatschef. I den rollen var han från 1 februari till 17 april 2016 tillförordnad insatschef för Försvarsmakten i avvaktan på att regeringen utsåg ordinarie chef efter Göran Mårtensson. Den 1 juni 2016 efterträddes han som ställföreträdande insatschef av Berndt Grundevik och han blev istället chef för Försvarsmaktens veteranenhet, vilket han var till mars 2017. Under våren 2017 tillträdde han återigen befattningen som chef för den svenska delegationen till NNSC  och innehade tjänsten till den 31 maj 2019 då han avlöstes av Lars-Olof Corneliusson.
Grenstad är inspector för den navalakademiska föreningen SjöHOLM. År 2000 invaldes han som ledamot 1317 i Kungliga Örlogsmannasällskapet. Sedan 2007 är han ledamot av Kungliga Krigsvetenskapsakademien, Avdelning II Sjökrigsvetenskap. Sedan 2018 är Anders Grenstad ordförande i Kungliga Örlogsmannasällskapet.

## Utmärkelser

### Svenska
- För nit och redlighet i rikets tjänst
- Försvarsmaktens värnpliktsmedalj
- Sjövärnskårernas Riksförbunds förtjänstmedalj i silver (2009)[9]
- Förbundet Kustjägarnas förtjänstmedalj i silver (13 december 2016)[10]
- H.M. Konungens medalj av 12:e storleken i Serafimerordens band (28 januari 2025)[11]

### Utländska
- Kommendör av Legion of Merit[12]
- Officer of the Legion of Merit[13]
- Officer av Nationalförtjänstorden[13]
- Order of National Security Merit, Cheon-Su-medaljen
- Polska Armé-medaljen i guld[13]
- Pingat Jasa Gemilang (Tentera) (2007)[14]
- Medaljen för internationella insatser, Korea. Neutrala nationernas övervakningskommission (NNSC)

## Vindkraft
Grenstad har, tillsammans med tidigare försvarsministern Mikael Odenberg, anklagat den tidigare arbetsgivaren Försvarsmakten för att försvåra utbyggnaden av havsbaserad vindkraft. Grenstad driver sedan 2019 konsultfirman Advisory Group Grenstad AB och har bland annat anlitats av företaget OX2 vilka bedriver verksamhet inom vindkraftssektorn.
Försvarsmakten har tillbakavisat kritiken som felaktig.